# Neorina saka
Neorina saka är en fjärilsart som beskrevs av Hans Fruhstorfer 1893. Neorina saka ingår i släktet Neorina och familjen praktfjärilar. Inga underarter finns listade i Catalogue of Life.